# SS Cyclops (1906)
«Циклоп» (англ. SS Cyclops (1906) — британське вантажне судно, побудоване компанією D. and W. Henderson and Company у Глазго на замовлення компанії Blue Funnel Line. Нове судно було спущено на воду 23 березня 1906 року. Брало участь у Першій і Другій світових війнах і пережила дві атаки німецьких підводних човнів у 1917 році. Німецький підводний човен затопив її в січні 1942 року біля узбережжя Нової Шотландії, при цьому загинуло 87 людей на його борту. Це була перша атака Крігсмаріне в операції «Паукеншлаг» з метою знищення торговельних суден союзників у Західній Атлантиці.

## Історія служби
11 лютого 1917 року німецький підводний човен типу UB III SM U-60 безуспішно переслідував «Циклоп» на південний захід від Ірландії. 11 квітня того ж року на захід від островів Сіллі «Циклоп» уникнув торпеди, випущеної іншим підводним човном типу UB III, SM U-55.
Коли в 1939 році Велика Британія вступила у Другу світову війну, «Циклопу» вже було 33 роки і розвивав він швидкість лишень 13,5 вузла (25 км/год). Тим не менш, більшість своїх військових подорожей вантажне судно здійснювало без супроводу і рідко мало охорону конвою.
У вересні 1939 року «Циклоп» перебував на Далекому Сході. Він відвідував Шанхай, Гонконг і Сайгон, перш ніж прибути до Сінгапуру 1 жовтня. 23 жовтня він вийшов з Пінанга у Малаї, а потім перетнув Індійський океан через Коломбо на Цейлоні до Суеца. Пройшов через Суецький канал до Порт-Саїду, де приєднався до конвою HG 9. Він вирушив 19 листопада та досяг Ліверпуля 8 грудня.
У квітні-травні 1940 року «Циклоп» брав участь у франко-британській Норвезькій кампанії. Він вийшов з Літа з конвоєм NM 1 15 квітня, досяг Скапа-Флоу наступного дня, а потім продовжив рух до Нарвіка, куди прибув 24 квітня. Через три дні він знову вийшов у море, 1 травня досяг Гавру, а потім повернувся до північної Норвегії. 18 травня вийшов з Гарстада під морським ескортом, досягнувши Ферт-оф-Клайд через п'ять днів.
Після настання темряви 11 січня 1942 року приблизно за 125 морських миль (232 км) на південний схід від мису Сейбл Айленд, Нова Шотландія, німецький підводний човен типу IXB U-123 випустив торпеду G7a по «Циклопу» з близької відстані, влучивши в його правий борт. Коли рятувальні шлюпки «Циклопа» спустили на воду та відійшли від судна, капітан Керслі та деякі його офіцери залишилися на борту, щоб переконатися, що всі, хто залишився живий на борту, залишили тонуче судно. Через 29 хвилин після першої атаки U-123 випустив другу торпеду з однієї зі своїх кормових труб, влучивши в лівий борт «Циклопа». Корабель відразу ж почав розвалюватися і за п'ять хвилин затонув. Деяким із тих, хто залишився на борту, вдалося дістатися до рятувального плоту, який старший офіцер випустив лише за кілька хвилин до цього.